# Jean Dufaux
Pour les articles homonymes, voir Dufaux.
Jean Dufaux, né le 7 juin 1949 à Ninove (province du Brabant flamand), est un scénariste belge de bande dessinée. Il est l'auteur de séries célèbres comme Jessica Blandy, Giacomo C., Djinn, La Complainte des landes perdues, Murena.

## Biographie
Jean Dufaux naît le 7 juin 1949 à Ninove. Il suit des cours auprès de l'Institut des arts de diffusion à Bruxelles puis il est engagé comme journaliste pour Ciné-Presse et rédige des nouvelles et des pièces de théâtre. Ses premiers travaux de bande dessinée sont publiés dans Tintin, certains collectés plus tard en albums. En 1983 il co-scénarise avec Jean-Luc Vernal, la série Brelan de dames avec Renaud Denauw. Dufaux et Xavier Musquera s'associent pour deux volumes de la métisse Melly Brown au temps de la guerre de Sécession (1985 et 1987) ainsi que pour Lucius, le sourire de la murène (album paru en 1986). En parallèle, avec Édouard Aidans, Dufaux crée La Toile et la dague, dont trois albums sortent entre 1986 et 1989 (Circus). Avec Frédéric Delzant, Dufaux conçoit la trilogie du Maître des brumes (1987-1989). Denauw et Dufaux entreprennent ensuite la série Jessica Blandy, publiée en albums entre 1987 et 2006 ; elle compte 24 tomes ainsi qu'un hors-série. Le même tandem réalise la trilogie des Enfants de la Salamandre (1988-1990) et Santiag, qui compte 5 tomes entre 1991 et 1996. Le scénariste écrit pour Griffo Béatifica Blues (1986) puis Giacomo C. (1987-2005) et l'album  biographique Sade (1991). Il scénarise pour les dessinateurs Jean-Claude Sohier et Eddy Paape les trois albums des Jardins de la peur (1988-1991). Chelsy, un diptyque dessinée par Éric Joris, paraît entre 1990 et 1992 tandis qu'en parallèle, cette fois avec Jean-Louis Humblet, il crée Gotcha. Il collabore avec Christian Durieux pour Avel (4 volumes entre 1991 et 1994). Fox, une série dessinée par Jean-François Charles, est publiée en sept volumes entre 1991 et 2005. Dufaux s'associe avec Marc Malès pour un album biographique sur Ernest Hemingway : Mort d'un léopard (1992). Il reprend la collaboration avec Griffo pour la suite Béatifica Blues, intitulée Samba-Bugatti, qui connaît quatre tomes entre 1992 et 1997. Il écrit également Sang-de-Lune, dont les 6 volumes parus entre 1992 et 1997 sont dessinés par Viviane Nicaise.
À partir de 1993, il s'associe avec Grzegorz Rosiński pour la Complainte des Landes perdues, série d'heroic fantasy inspirée par les légendes celtes (dont le dessin est ensuite repris par Philippe Delaby et Béatrice Tillier). Pour Massimo Rotundo, Dufaux scénarise un album Pasolini : Pig ! Pig ! Pig ! en 1993 et, pour Martin Jamar, la série historique Les Voleurs d'Empires, qui connaît sept tomes entre 1993 et 2002. Il écrit un nouvel album biographique, sur l'écrivain Honoré de Balzac, mis en image par Joëlle Savey (1994). Reprenant la collaboration avec Griffo, le scénariste écrit Monsieur Noir, un diptyque publié en 1994 et 1995. Un nouvel album avec Malès, Hammett, voit le jour en 1996, puis les trois volumes des Révoltés (1998-2000). S'associant avec Hugues Labiano, Dufaux crée Dixie Road (4 tomes entre 1997 et 2001). Il propose à Philippe Delaby un vaste peplum qui se concrétise lorsque paraît en 1997 le premier volume de Murena. Avec Lucien Rollin au dessin, il publie Ombres, série fantastique comptant sept volumes parus entre 1998 et 2004. Il collabore avec le dessinateur Enrico Marini pour la série Rapaces, qui connaît 5 tomes entre 1998 et 2006. Une autre série, cette fois avec Philippe Adamov, paraît entre 1997 et 2003 : L'Impératrice rouge. Pour Olivier Grenson, le scénariste lance Niklos Koda à partir de 1999, série qui prend fin en 2017. Ayant fait connaissance de l'illustratrice Ana Mirallès, il lui propose la série Djinn, dont le premier tome paraît en 2001, saga qui s'achève en 2016. Toujours en 2001 commence la série Jaguar, avec Jan Bosschaert, achevée en 2005. Le scénariste entreprend également Les Rochester, avec Philippe Wurm, et dont six tomes sont publiés entre 2001 et 2009. Reprenant la collaboration avec Martin Jamar, Dufaux imagine Double masque entre 2004 et 2013. Il travaille de nouveau avec Denauw sur la trilogie Vénus H. à partir de 2005. Paraît ensuite Croisade, dessinée par Philippe Xavier entre 2007 et 2014.
En 2013, il prend la suite de Jean Van Hamme au scénario de la reprise de Blake et Mortimer, pour l'album L'Onde Septimus, dessiné par Antoine Aubin et Étienne Schréder, qui imagine la suite du chef-d'œuvre d'Edgar P. Jacobs, La Marque jaune,,.
En 2015, l'artiste publie avec Olivier Boiscommun le diptyque Meutes, « l'histoire de grandes familles qui se disputent la suprématie d'une meute, dans une narration très cinématographique », selon Ouest-France, qui trouve le premier tome réussi. Le volume deux paraît en 2016.
En 2023, il écrit la biographie romancée de l'amour de Pier Paolo Pasolini pour Maria Callas. Ce one shot intitulé La Callas et Pasolini, un amour impossible est dessiné par Sara Briotti et est publié dans la collection « Aire libre » des éditions Dupuis.
L'œuvre de Jean Dufaux est prolifique — avec près de 200 scénarios — et porte sur des genres variés : thriller, historique, fantastique, western, avec un « sens inné du suspense » et un réel talent de dialoguiste.
À partir de 2008, Dufaux lance l'initiative du prix belge Diagonale, qui dure jusqu'en 2018 avant de devenir le prix Rossel de la bande dessinée. Il a participé à l'exposition « Regards croisés de la bande dessinée belge » avec dix-neuf autres auteurs belges (scénaristes et dessinateurs) aux Musées royaux des beaux-arts de Belgique en 2009. La même année, il a reçu les insignes de Chevalier de l'ordre des arts et des lettres des mains de l'Ambassadeur de France à Bruxelles.

## Œuvres

### One Shots
- Arnold le rêveur, Point Image, janvier 1999
Scénario : Jean Dufaux - Dessin : Bruno Di Sano - Couleurs : noir et blanc
- Koba[21], Delcourt, Paris, août 2014
Scénario : Jean Dufaux - Dessin : Régis Penet (et Grenson ?) - Couleurs : Nicolas Bastide -  (ISBN 978-2-7560-3547-5)
- The Beast, Kana, janvier 2016
Scénario : Jean Dufaux - Dessin : Chi Tak Li
- Vincent - Un Saint au temps des mousquetaires, Dargaud, octobre 2016
Scénario : Jean Dufaux - Dessin et couleurs : Martin Jamar
- Le Chien de Dieu, Futuropolis, novembre 2017
Scénario : Jean Dufaux - Dessin et couleurs : Jacques Terpant
- Nez-de-Cuir[22],[23], Futuropolis, Paris, août 2019
Scénario : Jean Dufaux - Dessin et couleurs : Jacques Terpant -  (ISBN 9782754825337)D'après le roman de Jean de La Varende.
- Foucauld - Une tentation dans le désert[24],[25], Dargaud Benelux, Bruxelles, septembre 2019
Scénario : Jean Dufaux - Dessin et couleurs : Martin Jamar -  (ISBN 978-2-505-06954-6)
- Mattéo Ricci - Dans la cité interdite[26],[27], Dargaud, Paris, 16 septembre 2022
Scénario : Jean Dufaux - Dessin et couleurs : Martin Jamar -  (ISBN 978-2-505-08699-4)Ouvrage réalisé avec le soutien des Éditions Jésuites. Noté "Première édition".
- La Callas et Pasolini, un amour impossible[28],[15], Dupuis, coll. « Aire libre », Marcinelle, 20 octobre 2023
Scénario : Jean Dufaux - Dessin : Sara Briotti - Couleurs : Alice Scimia -  (ISBN 979-10-34762-46-0)

## Prix
- 1996 :
  -  prix Cori[125] décerné par le festival de Maisons-Laffitte avec Renaud pour Troubles au paradis ;
  -    prix interfestival[125] décerné par les responsables des festivals de Illzach, Audincourt, Chambéry, Saint-Malo, Sierre, Maisons-Laffitte, Martignas, Cousance, Carros, Colomiers et Coxyde avec Griffo pour Monsieur Noir t. 2 ;
- 2002 : 
  -  prix Saint-Michel de la presse pour Les 30 Clochettes (Djinn, t. 2), avec Ana Mirallès ;
  -  prix Bédéis Causa au Québec pour La Favorite avec Ana Mirallès[126] ;
- 2009 :  prix pour l’ensemble d’une œuvre, décerné par le Festival international de la bande dessinée de Chambéry[127] ;
- 2011 :  prix Château de Cheverny de la bande dessinée historique pour Murena, t. 8 : Revanche des cendres (avec Philippe Delaby) ;
- 2014 :  prix Diagonale de la meilleure série, avec Philippe Delaby, pour Murena[128] ;
- 2020 : prix international de la BD chrétienne francophone, avec Martin Jamar, pour Foucauld. Une tentation dans le désert (éditions Dargaud)[129].

#### Livres
: document utilisé comme source pour la rédaction de cet article.
- Jacques Fiérain, « Dufaux, Jean », dans La BD à Bruxelles et en Brabant, Charleroi, Éd. l'Âge d'or, avril 2003, 144 p., ill. ; 31 cm (ISBN 9782960119664 et 2960119665, OCLC 470388171, présentation en ligne), p. 43
- Patrick Gaumer, « Dufaux, Jean », dans Dictionnaire mondial de la BD, Paris, Larousse, 2010, 953 p., ill. ; 27 cm (ISBN 9782035843319 et 2-0358-4331-6, OCLC 920924930, présentation en ligne), p. 279. .
- Rédaction DBD, dBD no 109 : Dufaux : des mots dans les mains, décembre 2016 - janvier 2017.

#### Périodiques
- « Les têtes de série : Les histoires de Jean Dufaux », La Lettre - L'officiel de la bande dessinée, Dargaud, no 33,‎ janvier - février 1997, p. 22-23.

#### Articles
- « Jean Dufaux et sa bande en chair et en papier », Ouest-France,‎ 30 septembre 2005.
- David Barroux, « Dufaux, l'aventurier », Les Échos,‎ 16 novembre 2010 (lire en ligne , consulté le 8 décembre 2023).
- Jean-Philippe de Vogelaere, « Jean Dufaux s'expose », Le Soir,‎ 24 novembre 2010.

#### Interviews
- Jean Dufaux (interviewé par Rodolphe), « Les Invités : Jean Dufaux : l'écriture à tout prix », La Lettre de Dargaud, Dargaud, no 25,‎ septembre - octobre 1995, p. 18-20.
- Jean Dufaux (int. par Jean-Pierre Fuéri), « Le Vrai Dufaux », BoDoï, no 53,‎ juin 2002, p. 62-65.
- Jean Dufaux (interviewé par Marc Calot), « L'Interview : Dufaux », DBD, no 26,‎ avril 2004, p. 69-94.
- Brieg F. Haslé, Jean Dufaux (interviewé) et Ana Mirallès (interviewée), « Entretien avec Jean Dufaux et Ana Mirallès », sur Auracan, 30 octobre 2007.
- Jean Dufaux (int.) et Damien Perez, « Plume aux vents », Casemate, no 49,‎ juin 2012, p. 38-39.
- Pierre Burssens et Jean Dufaux (interviewé), « Entretien avec Jean Dufaux », sur Auracan, 29 décembre 2014.
- Jean Dufaux (interviewé), Ana Mirallès (interviewée) et Frédéric Bosser, « Ana Mirallès, Jean Dufaux : une histoire sensuelle », dBD, no 89,‎ décembre 2014-janvier 2015, p. 40-45.
- Jean Dufaux (interviewé) et Denayrouse, « Jean Dufaux met l'amour au coeur du mal », Tribune de Genève,‎ 14 novembre 2015
- Jean Dufaux (interviewé) et Daniel Couvreur, « « Est-ce que ceux qui se font exploser ont lu ? ». Le scénariste Jean Dufaux parraine 48 Heures chrono pour la BD », Le Soir,‎ 1er avril 2016.
- Jean Dufaux (interviewé par Didier Pasamonik), « Interviews : Jean Dufaux (scénariste) : « Ce sont les dessinateurs qui m’ont amené au scénario. » [Podcast] », ActuaBD,‎ 10 août 2022 (lire en ligne, consulté le 10 avril 2025).

### Émissions de télévision
- Kaboom ! - Tome #62 – Jean Dufaux, au fil des mots sur RTL-TVI, présentation : Thibaut Fontenoy - réalisation : Patrice Gautot - production : Bangarang (16 min 16 s), 8 mai 2022 Voir en ligne.

### Vidéographie
- [vidéo] « Spéciale Jean Dufaux - Un monde de bulles (13/07/2012) », sur YouTube